# Lila Latrous
Lila Latrous (ar. ليلى العتروس ;ur. 15 lipca 1979) – algierska judoczka. Dwukrotna olimpijka. Zajęła trzynaste miejsce w Pekinie 2008 i odpadła w eliminacjach w Atenach 2004. Walczyła w wadze lekkiej.
Uczestniczka mistrzostw świata w 2003, 2005, 2007 i 2009. Startowała w Pucharze Świata w latach: 1998, 2001, 2003 i 2005. Brązowa medalistka igrzysk śródziemnomorskich w 2009. Triumfatorka igrzysk afrykańskich w 2007 i druga w 2003. Czterokrotna złota medalistka mistrzostw Afryki w latach 2004 - 2009. Trzecia na akademickich MŚ w 2006 roku.

## Letnie Igrzyska Olimpijskie 2004
| Konkurencja | Eliminacje          | Klas. końcowa |
| Konkurencja | Przeciwnik I        | Miejsce       |
| ----------- | ------------------- | ------------- |
| 57 kg       | Liu Yuxiang (CHN) P | I runda.      |

## Letnie Igrzyska Olimpijskie 2008
| Konkurencja | Eliminacje     | Repasaże               | Klas. końcowa |
| Konkurencja | Przeciwnik I   | Przeciwnik I           | Miejsce       |
| ----------- | -------------- | ---------------------- | ------------- |
| 57 kg       | Xu Yan (CHN) P | Nina Koivumäki (FIN) P | 13.           |